# Евдокс Кизикский
Евдокс Кизикский (др.-греч. Εὔδοξος) — греческий мореплаватель конца II в. до н. э.
Подробный рассказ о приключениях Евдокса приводит Страбон, пересказывающий сочинение Посидония. Также о Евдоксе имеется два кратких и путаных упоминания у Плиния Старшего и Помпония Мелы — оба со ссылкой на Корнелия Непота.

## Рассказ Посидония
Евдокс, священный посол и глашатай мира на празднике Персефоны, прибыл в Египет ко двору Птолемея VIII Эвергета. Около того же времени у берега Красного моря береговая стража обнаружила индийский корабль с единственным выжившим членом экипажа. Так как индийских языков никто в Египте не знал, царь поручил этого моряка специальным людям, научившим его говорить по-гречески. Индиец объяснил, что корабль сбился с курса, и все его спутники умерли от голода. В благодарность за своё спасение он согласился указать морской путь в Индию. Царь снарядил торговую экспедицию, в состав которой вошел и Евдокс. Плавание прошло успешно, и в Египет были доставлены драгоценные камни и благовония, однако, Евдокс не получил никакой прибыли, так как Эвергет отобрал все привезённые им товары.
После смерти Эвергета его жена Клеопатра III взяла власть и снарядила новую экспедицию во главе с Евдоксом. На обратном пути его отнесло ветрами к побережью Восточной Африки, в страну, «находящуюся выше Эфиопии», там он обнаружил фрагмент носовой части корабля, на которой был вырезан конь. От местных жителей стало известно, что потерпевшее крушение судно прибыло с запада. По пути Евдокс составил список туземных слов. Когда он вернулся в Египет, там царствовал сын Клеопатры Птолемей IX, поэтому все товары опять были отобраны, к тому же Евдокса обвинили в присвоении казённой собственности.
От моряков в гавани Александрии Евдокс узнал, что найденный им обломок принадлежит какому-то рыболовецкому судну из Гадира (Кадис). Такие корабли ходили вдоль атлантического побережья Мавретании до реки Ликс (Лукос). Сделав из этого вывод, что плавание вокруг Африки возможно, Евдокс задался целью совершить его. Вернувшись домой в Кизик, и погрузив все своё имущество на корабль, он отправился на запад, посетив Дикеархию, Массалию и прочие порты до самого Гадира. По пути он всюду объявлял о своем замысле, и, собрав достаточно средств, построил большое судно и два маленьких, вроде пиратских баркасов. Собрав экипаж из специалистов в различных ремеслах, он направился на юг вдоль берега Африки. При попытке пристать к берегу корабль сел на мель. Экипаж успел спасти груз и большую часть бревен и досок, из которых сколотили новое судно. Евдокс продолжил плавание, «пока не прибыл к людям, которые говорили на том языке, список слов которого он составил в прошлое путешествие; вместе с тем он узнал, что люди, живущие там, того же племени, что и те, другие эфиопы, и что они соседи с царством Бокха». После этого он решил вернуться.
Достигнув берегов Мавретании, Евдокс продал свои корабли, и по суше прибыл к царю Бокху, которому предложил снарядить новую экспедицию. Однако придворные убедили царя, что морские плавания откроют врагам путь для нападения на их страну, и Евдокс, опасаясь за свою жизнь, бежал в римские владения, откуда вновь прибыл в Испанию. Там он снарядил два корабля — один для каботажного плавания, другой — пятидесятивесельный — для плавания в открытом море. Чем закончилась его вторая экспедиция в Атлантике, неизвестно.

## Возражения Страбона
Страбон считает всю эту историю вымыслом и сравнивает с фантастическими путешествиями Пифея, Антифана и Эвгемера, однако, большинство современных ученых склонно ей верить, во всяком случае, в отношении индийских экспедиций. Дж. Бейкер даже заявляет, что Евдокс был первым греком из Египта, посетившим Индию, и датирует его плавания примерно 120 и 115 до н. э. Те, кто сомневаются в историчности этого рассказа, указывают на то, что он слишком похож на сюжет романа. Следует учитывать некоторые особенности изложения у Страбона. Во-первых, этот автор часто пытается опровергнуть сведения предшественников, во-вторых, неизвестно, насколько точно он в своем конспекте изложил рассказ Посидония. К примеру, описывая плавание Неарха, историчность которого он также отвергает, Страбон опустил все географические и хронологические координаты, чтобы создать у читателя ощущение неправдоподобия, и если бы до нас не дошло более подробное описание Арриана, мы бы и в этом случае испытывали сомнения. Собственно, весь рассказ о Евдоксе нужен Страбону, чтобы высмеять Посидония, показав его глупость и доверчивость. С этой целью он приводит целый список возражений, однако, они по большей части касаются второстепенных деталей, и могут быть опровергнуты. Один исследователь назвал реплики Страбона «старческим брюзжанием».

## Мнение исследователей
Страбон родился на 70 лет позже Посидония, и для его времени плавания в Индию стали обычным делом. Между тем, до конца II в. до н. э. греки если и совершали такие экспедиции, то крайне редко, поскольку каботажное плавание вдоль Аравийского полуострова и побережья Аравийского моря до Малабарского берега и обратно занимало около двух лет, в океан же они выходить не решались. Индийские купцы, по-видимому, уже пользовались муссонами для сокращения маршрута, но это знание было коммерческой тайной. Голландский исследователь Я. Тиль в 1939 году предположил, что именно этот секрет индийский моряк открыл людям египетского царя, и, следовательно, именно Евдокс, а не Гиппал, был первым греком, освоившим плавание при помощи муссонных ветров. То, что при возвращении из второго плавания его отнесло к побережью Восточной Африки, подтверждает это предположение, так как означает, что он плыл через океан.
Чудесная находка корабельного обломка с изображением коня и в самом деле напоминает сюжет романа, но эту деталь мог выдумать сам Евдокс в рекламных целях. Страбон недоумевает, как Евдокса могли выпустить из Александрии, если он был обвинен в присвоении государственных средств, однако, можно предположить, что обвинение носило политический характер, и объяснялось неприязнью Птолемея IX к человеку, связанному с его матерью. В 107 до н. э. обстоятельства переменились, так как Клеопатра свергла своего сына. Хенниг полагает, что она отпустила Евдокса, но Плиний и Помпоний Мела пишут, что тот бежал от царя Латира или Сатира (то есть Сотера), правда, путают направление, сообщая, что он прошел вокруг Африки от Красного моря до Гадеса.
Вильям Тарн приводит свои аргументы. По его мнению, рассказ о плаваниях в Индию вполне правдоподобен, однако содержит абсурдные детали, вроде незнания Евдоксом правил, регулирующих торговлю ввозимыми пряностями. Так же как и Страбон, он сомневается в умственных способностях Посидония, который не верит сообщению Геродота о плавании финикийцев вокруг Африки, но почему-то верит Евдоксу. Тарн полагает, что истинность этой истории не доказана.
Определить, до какой точки африканского побережья Евдокс добрался в ходе своей первой атлантической экспедиции, нельзя даже приблизительно. По-видимому, далеко на юг вдоль западного побережья Африки ему пройти не удалось, поскольку он достиг только племен, соседствовавших с царством Бокха. В любом случае, на кораблях, пригодных в основном для каботажного плавания, преодолеть Бенгельское течение и район сильных ветров у побережья юго-западной Африки было бы очень непросто.
По мнению Хеннига, рассказ Страбона рисует нам один из немногих для античной эпохи примеров настоящего энтузиаста географических открытий. Греки вообще путешествовали часто и охотно, но, как правило, лишь по необходимости, и обычно их экспедиции представляли собой деловые предприятия — торговые или дипломатические, и люди вроде Пифея или Евдокса, удовлетворявшие свою жажду знаний столь дорогим способом, были редкостью.

## В беллетристике
Евдокс Кизикский выведен в качестве рассказчика в историческом романе американского беллетриста Лайона Спрэга де Кампа «Золотой ветер» (1969).